# Завод суперфосфату в Сан-Джеронімо (Севілья)
Завод суперфосфату в Сан-Джеронімо (Севілья) — колишній виробничий майданчик на півдні Іспанії.
На початку 20 століття в Іспанії почався бум виробництва фосфорного добрива — суперфосфату, чому сприяла географічна близькість до фосфоритів Північної Африки (хоча могли імпортувати сировину і з США) та великий ресурс піритів в іспанській провінції Уельва, що дозволяло продувати сульфатну кислоту (саме впливом останньої на фосфорити і отримували суперфосфат). В районі Севільї у підсумку виникло одразу три заводи — на протилежному від міста березі Гвадалквівіру в районі Сан-Хуан-де-Аснальфараче (почав роботу в 1908-му), в самому місті на вулиці La Enramadilla (приблизно в 1910-му) та на північній околиці Севільї в районі Сан-Джеронімо (наразі в межах міста). Майданчик в Сан-Джеронімо був першим за часом виникнення та належав компанії Sociedad General de Industria y Comercio, що була під контролем Sociedad Española de la Dinamita.
Завод сам продукував сульфатну кислоту шляхом спалювання піритів і станом на кінець 1910-х міг виробляти 40 тонн кислоти на добу (25 тонн в перерахунку на моногідрат).
Станом на початок 1920-х майданчик вже належав Unión Española de Explosivos (UEE), що вела походження від заснованого Альфредом Нобелем заводу вибухівки у Більбао (можливо відзначити, що услід за Sociedad General de Industria y Comercio в 1927-му UEE поглинула і Sociedad Española de la Dinamita).
Масштаби діяльності: 1923 року завод у Сан-Джеронімо спожив 2,3 тисячі тонн піритів та 4,2 тисячі тонн фосфоритів, що дозволило випустити 4,6 тисячі тонн сульфатної кислоти та 7 тисяч тонн суперфосфату. На той час тут вже велась підготовка до випуску сульфату міді (мідного купоросу). Відомо, що в 1927 році завод у Сан-Джеронімо випустив 207 тонн цього продукту (а також 3,2 тисячі тонн сульфатної кислоти та 5 тисяч тонн суперфосфату).
Станом на середину 1950-х проєктна потужність майданчика становила 20 тисяч тонн суперфосфату на рік.